# Convair B-58 Hustler
Convair B-58 Hustler je bio prvi operativni bombarder koji je mogao dostići brzinu od Mach 2. Razvijen je za potrebe američkog ratnog zrakoplovstva kako bi djelovao s velikih visina pri velikim brzinama, no zbog uvođenja u službu preciznih sovjetskih raketa zemlja-zrak, počinje se koristiti za prodor unutar neprijateljskog zračnog prostora na malim visinama.

## Razvoj

### Pozadina
Hustlerovi korijeni sežu u razdoblje neposredno nakon okončanja 2. svjetskog rata, kad je postalo jasno da će novim svijetom dominirati dvije doktrinarno sukobljene strane. Zbog toga je već u svibnju 1947. pokrenut proces projektiranja najnaprednijega visoko podzvučnog bombardera, koji će se probijati kroz sovjetski zračni prostor do najvrednijih ciljeva. Novi je bombarder morao imati borbeni radijus djelovanja 2500 milja (4000 kilometara) i brzinu krstarenja od minimalno 800 km/h. Kako u to vrijeme još nisu bili na raspolaganju jaki turbomlazni motori, ograničenje borbene mase postavljeno je na 76 500 kilograma, pri čemu bi najveći dio otpao na gorivo što bi ga avion ubrzano trošio tijekom leta te bi se smanjenjem mase povećavala brzina.

Najizglednijim proizvođačem smatrala se korporacija Boeing Airplane Company, ali je zahtjev za ponudu poslan i nekim drugim tvrtkama. Zahtjev je bio poprilično nedefiniran, i u listopadu 1947. napravljena je nova, preciznija specifikacija. Ona je tražila srednje veliki bombarder, mase manje od 90 tona, borbenog radijusa djelovanja 3200 kilometara, s mogućnošću nošenja korisnog tereta (nuklearne bombe) mase 4500 kg. Novi je bombarder dobio oznaku XB-55. Ugovor za razvoj novog bombardera dobio je Boeing, a novci su odobreni već u proračunskoj godini 1948. (FY 48). Zbog nedostatka novca za razvoj svih projekata, odlučeno je da će se projekt XB-55 ograničiti samo na studiju najnaprednijih aerodinamičkih i tehnoloških rješenja. Zapravo je zapovjedništvo ratnog zrakoplovstva prvi put prihvatilo ideju uporabe delta krila i projektiranja nadzvučnog bombardera. Do promjene je došlo ponajviše zbog pritiska nekoliko tvrtki, koje su predlagale svoje napredne studije, barem na papirima znatno naprednije od XB-55.
Tako je nastao program razvoja nove Generalized Bomber Study (poznatije kao GEBO studije). GEBO se u početku bavio mogućnostima bombardera s delta krilom mase oko 67 500 kg. Ugovor za razvoj, u veljači 1949., dobila je tvrtka Convair, koja je imala najveće iskustvo s uporabom delta krila, ponajviše stečenih tijekom razvoja lovca XF-92.
Kao i mnoga druga napredna aerodinamička rješenja, i delta krilo je "rođeno" u Njemačkoj. Njegov je izumitelj dr. Alexander M. Lippisch. Američki su stručnjaci pokušavali tijekom 2. svjetskog rata samostalno razviti tu ideju, ali do pravog je napretka došlo tek kad su dobili zarobljene njemačke projekte. I nakon toga američki su stručnjaci morali uložiti golem napor da bi shvatili novu koncepciju. Tako su do lipnja 1948. Convairovi stručnjaci za aerodinamiku proučili čak 10 000 različitih konfiguracija ne bi li shvatili utjecaj debljine, kuta, površine i drugih elemenata. Da još nisu potpuno shvaćali sve mogućnosti delta krila najbolje potvrđuje to što su razmatrali uporabu kombinacije tog krila i turboelisnih motora. U lipnju 1949. Convair je dobio novčanu pomoć američkog ministarstva obrane za nastavak istraživanja.
Još 27. siječnja 1949. američko ratno zrakoplovstvo otkazalo je daljnji razvoj XB-55, kako ne bi stvaralo dodatnu konkurenciju bombarderu B-47. Usprkos tome, zahtjevi za razvoj novog srednjeg bombardera, namijenjenog isključivo nošenju nuklearnog oružja, ostali su uglavnom isti. Obustavljanjem projekta XB-55 oslobodio se novac za pomoć Convairu, ali i za pokretanje nove studije označene kao GEBO II. Ni taj put zahtjevi nisu bili pretjerani. Borbeni radijus je trebao biti od 1920 do 4000 km, s nosivošću 4500 kg, a brzina krstarenja veća od 720 km/h. Dodan je i zahtjev za operativni vrhunac leta veći od 11 000 metara, te dužina poletne staze kraća od 2000 m. Tako nisko postavljeni zahtjevi nisu išli na ruku Convairu.
 Usprkos tome, u siječnju 1950. tvrtka je predložila tzv. parazitski bombarder - zapravo jurišnik koji bi dio puta prevalio nošen bombarderom B-36. Prijedlog je predviđao dvočlanu posadu i pogon s četiri turbomlazna motora. Maksimalna brzina bila bi mu čak 1,6 maha te operativni vrhunac leta čak 17 000 metara. Nije dobio nikakvo defanzivno naoružanje jer ga tadašnji lovci ne bi mogli dostići.
Prijedlog je odmah privukao pozornost ratnog zrakoplovstva. Naravno, odmah se javila i (konzervativna) opozicija, koja je smatrala da je cijelo rješenje presloženo i preskupo. Najviše se prigovaralo zašto se jurišnik do blizine cilja treba nositi sporim bombarderom.
Pod utjecajem Convairova prijedloga u travnju 1950., GEBO II je izmijenjen, te se tražio borbeni radijus djelovanja od 5600 do 7200 km, ali i maksimalna brzina veća od 1,5 maha. Do kraja 1950. Convair je predložio novi jurišnik mase oko 45 tona, pokretan s pet turbomlaznih motora. Četiri su motora smještena pod krila, a peti ispod trupa. Način djelovanja predviđao je da B-36 donese jurišnika otprilike 3200 kilometara od cilja, odbaci ga i vrati se u bazu. Nakon toga jurišnik bi ubrzao do 1,3 maha i tu bi brzinu održavao sve do prilaska cilju. Nad ciljem brzina bi mu se povećala na 1,5 maha.
 Odbacio bi nuklearnu bombu te nastavio let brzinom od 1,3 maha. Kad bi izišao iz zone opasnosti, odbacio bi dva motora i nastavio letjeti brzinom od 0.9 maha. Radi veće sigurnosti, avion bi nosio sustave za elektroničko ometanje radara. Projekt je dobio Convairovu oznaku FZP-110, a 26. siječnja 1951. i službeno je predstavljen ratnom zrakoplovstvu, koje mu je dalo oznaku MX-1626. Za pokretanje odabrani su motori General Electric J53-GE-X25. Nakon pomnijeg proučavanja prijedloga uporabe bombardera-nosača i jurišnika-parazita, ratno je zrakoplovstvo zaključilo da je to preskupa opcija nesigurne budućnosti.
 Zbog toga se krajem 1951. definitivno odustalo od parazitskog jurišnika i zatražilo razvoj klasičnog bombardera. Tako je u prosincu iste godine nastao MX-1626, bombarder opremljen sustavom za nadopunu gorivom u letu. Maknuti su odbacivi motori i treći motor ispod trupa. Kako bi se kompenzirao gubitak potiska, preostala dva motora trebala su dobiti sustav za naknadno izgaranje. Naravno, projektirano je i novo podvozje jer staro ne bi moglo izdržati masu tijekom polijetanja.
 Maksimalna masa tijekom polijetanja porasla je na 56,7 tona, a povećan je i broj posade s dva na tri (pilot, navigator-ciljatelj, operater obrambenim elektroničkim sustavima).
Američko ratno zrakoplovstvo je objavilo 1. veljače 1952. General Operational Requirement SAB-51 (Supersonic Aircraft Bomber - 51). Između ostalog, tražio se borbeni radijus djelovanja od čak 8000 km sa samo jednom nadopunom gorivom u letu. Kako bi se smanjio radarski odraz, tražio se što manji avion sposoban napadati ciljeve s velikih, ali i s malih visina. Službena odluka da će MX-1626 postati novi strateški bombarder američkih zrakoplovnih strateških snaga objavljena je 2. prosinca 1952.
Američko je ratno zrakoplovstvo također odredilo da će novi bombarder, ako uđe u operativnu uporabu, dobiti oznaku B-58. Kako bi se izbjeglo gubljenje vremena na proizvodnju prototipova, odlučeno je da se napravi serija od 30 aviona koji će služiti za testiranje, te će naknadno biti uvedeni u operativnu uporabu, ako zadovolje. Tako je 12. veljače 1953. Convair dobio zeleno svjetlo za nastavak projekta bombardera XB-58 i izvidničkog aviona XRB-58. U to vrijeme američko ratno zrakoplovstvo je odobrilo samo okvirnu koncepciju, te se cijeli projekt još morao razraditi. U međuvremenu je ponestalo novca za financiranje razvoja pa je Convair u veljači 1953. umalo prekinuo daljnji razvoj MX-1626. Kriza je riješena tek 15. svibnja. Usprkos nedostatku novca, Convair je ipak uspio održati projekt te je predložio dvije moguće konfiguracije. Prva je zadržala dva motora (J75-P-1, J77 ili J67-W-1), a druga je dobila četiri motora pod krilima (J57-P-7 ili J73). Kako bi se novi prijedlozi odvojili od prijašnjih, dobili su i novu oznaku - MX-1964. Osim toga, u rep je dodana daljinski upravljiva kupola s topom kalibra 30 mm. Američko se ratno zrakoplovstvo na kraju odlučilo za konfiguraciju s četiri turbomlazna motora. Razloga je bilo više, a glavni je bio nepouzdanost tadašnjih motora i premala snaga. Zbog toga je odlučeno da se prvih 18 predserijskih aviona dovrši s motorima Pratt & Whitney J57, a preostalih 12 s motorima General Eelectric J79-GE-1 (u početku označenima kao J73-X24A).
Konačna konfiguracija odobrena je tek u kolovozu 1954. Ona je obuhvaćala smještaj motora u posebne gondole, a spremnike za gorivo isključivo u trupu (uklonjeni su vanjski spremnici za gorivo kako bi se smanjio otpor). Prostor za smještaj nuklearnog oružja osiguran je u posebnom podvjesniku ispod trupa. Nakon potrošenih 200 milijuna dolara na razvoj, u lipnju 1955., pošto je zaključeno da razvoj XB-58 baš ne obećava, odlučeno je da se broj predserijskih aviona smanji na 13. Konačan ugovor o isporuci 13 predserijskih aviona potpisan je u prosincu 1955. Otprilike u isto vrijeme odobreno je i ime Hustler.

### Letna testiranja
Zbog neprestanih odgoda u razvoju motora General Electric J79 Convair je predlagao da se prvi prototip opremi motorima J57. Ipak, u kolovozu 1956. u Convair su stigla prva četiri YJ79-GE-1 motora. Problem je bio u tome što se radilo o razvojnim motorima koji su još uvijek bili daleko od faze operativne uporabe. J79 je davao potisak od 41,3 kN suhog potiska, i 63,8 kN s naknadnim izgaranjem. Unatoč svim nedostacima, ti su motori iskorišteni za dovršetak prvog prototipa tvorničkog broja 55-0660 i službene oznake YB/RB-58. Avion je prvi put izvučen iz hangara 4. rujna 1956. Prvi je let obavljen 11. studenog iste godine, a pilot B. A. Erickson već je tada uspio dostići brzinu od 0,9 maha. Prvi nadzvučni let obavljen je 30. prosinca 1956. i pritom je dostignuta brzina od 1,17 mahova. Dana 29. lipnja 1957. Hustler 55-0660 je ostvario maksimalnu brzinu od 2,03 maha na visini od 14 500 metara. Prvo uspješno odbacivanje podvjesnika s oružjem pri brzini od 2 Maha s oko 20 000 metara obavljeno je 20. prosinca 1957. Sve u svemu do kraja 1957. godine YB-58 je dostigao maksimalnu brzinu veću od 2,11 maha i visinu veću od 16 700 metara, te je uspio trajno letjeti brzinom od 1,15 Machova 91 munutu.
Pronađeni su i nedostaci. Problemi s motorima J79-GE-1 bili su očekivani, ali svi su mislili da će biti otklonjeni na motorima J709-GE-5. Motori su tijekom leta stvarali prevelike vibracije, a bilo je i problema sa sustavom za naknadno izgaranje. Osim toga, otkriven je problem s prelijevanjem goriva u spremnicima tijekom ubrzanja i usporavanja. Problem nije bio nimalo bezazlen jer je zbog toga tijekom polijetanja i slijetanja dolazilo do opasnih poremećaja stabilnosti aviona. Tijekom slijetanja i taksiranja dolazilo je i do djelomičnog otkazivanja sustava za kočenje kotača.
Prvi motori YJ79-GE-5 stigli su u Convair 27. rujna 1957., a prva probna pretakanja goriva obavljena su 11. lipnja 1958. Nakon toga je objavljeno da se Hustleri mogu opskrbljivati gorivom iz letećih cisterni KC-135.

Iako je od prosinca 1958. do lipnja 1960. izgubljeno nekoliko Hustlera (jedan se raspao u zraku tijekom leta), 11. lipnja 1959. američko je ratno zrakoplovstvo objavilo da će kupiti 290 B-58, uključujući 30 predserijskih aviona.

## Povijest korištenja
Prvi operativni B-58 (59-2428) dovršen je u proljeće 1959. U međuvremenu je, zbog nedostatka novca, narudžba smanjena s 290 na 140 Hustlera. Pentagon je i tada razmišljao o obustavi cijelog projekta, koji je i dalje patio od ozbiljnih problema (posebno s motorima). Naknadno je utvrđeno da i ciljničko-navigacijski sustav AN/ASQ-41 i sustav za elektroničko ometanje AN/ALQ-16 također ne funkcioniraju kako bi trebalo. Najveći je problem ipak bila cijena, koja je 1961. za 118 aviona iznosila čak tri milijarde dolara. Zbog stalnih problema, formiranje prve operativne eskadrile moralo se odgoditi iz lipnja u prosinac 1960. Prvi zrakoplovni puk, opremljen s 36 umjesto s prvotno planiranih 45 B-58, trebao je postati operativan u kolovozu 1961. Uz sve to javio se i problem s kapsulama za katapultiranje posade pa su morala biti zamijenjena klasičnim koja se nisu mogla (sigurno) rabiti pri brzinama većim od jednog maha.
Osim kašnjenja s isporukom problem je bio i što su avioni isporučivani s različitom opremom, zbog čega je američko ratno zrakoplovstvo moralo naknadno donijeti program standardizacije. Standardizacija prvog aviona počela je već 7. studenog 1960., čime je samo dodatno povećana nabavna cijena.

### Uspjesi i nesreće
Samo zbog njegovih odličnih borbenih mogućnosti program razvoja i nabave Hustlera nije prekinut. Tako je 15. listopada 1959. avion 58-1015 preletio udaljenost od Seattlea do zrakoplovne baze Carswell za 70 minuta - za tadašnje, ali i današnje vrijeme zadivljujućom prosječnom brzinom od 2115 km/h. Bio je to prvi let aviona s ljudskom posadom krstarećom brzinom od dva maha.
Istodobno s uspjesima, B-58 je imao i velik broj nesreća. Od kraja 1958. do kraja 1960., u nesrećama je izgubljeno čak sedam Hustlera. Osim jednoga koji je izgorio zbog pogreške zemaljskog osoblja tijekom punjenja gorivom i drugoga koji je doživio nesreću tijekom polijetanja (pukla je guma), svi ostali izgubljeni su u letu zbog otkazivanja sustava za kontrolu leta. Zbog tih je nesreća ulazak u operativnu uporabu pomaknut s lipnja 1960. na siječanj 1961. U međuvremenu su sovjetski stručnjaci uspjeli razviti paletu lovaca-presretača bržih od dva maha (MiG-21 i Su-9) koji su mogli presresti Hustlera tijekom približavanja ciljevima unutar Sovjetskog Saveza. Zbog toga je razvijena nova taktika napada na ciljeve zapadno od Urala u kojima su, uz B-58 rabljeni bombarderi B-47 i B-52 čija je primarna zadaća bila uništavanje sovjetskih radarskih i PZO položaja te otvaranje puta Hustlerima. Zbog toga je odlučeno da će Strateško zrakoplovno zapovjedništvo ipak dobiti tri eskadrile. Kao matične baze za prve dvije određene su zrakoplovne baze Carswell i Bunker Hill. Naknadno je određeno da će se treća smjestiti u zrakoplovnu bazu Little Rock u Arkansasu. Uz Hustlere u tu je bazu trebala doći i eskadrila letećih cisterni KC-135.
Prvi je B-58A isporučen u operativnu postrojbu (43. eskadrila) 15. ožujka 1960., a već sedam dana poslije avion 55-0671 s posadom ratnog zrakoplovstva uspio je ostati u zraku 18 sati i 10 minuta, preletjevši 17 600 km prosječnom brzinom od 992 km/h. To će ostati najduži let jednog Hustlera. No, zbog učestalih tehničkih problema, 10. ožujka 1961. još je jednom odgođena odluka o ulasku u operativnu uporabu.
Kako bi se donekle smanjile kritike krajem 1960. američko ratno zrakoplovstvo je odlučilo da će Hustlere uporabiti za obaranje nekoliko svjetskih rekorda. Projekt je nazvan Quick Step I. Tako je 12. siječnja 1961. avion 59-2442 (iz 43. eskadrile) odabran za obaranje brzinskog rekorda s teretom od 1000 i 2000 kg. Na kružnoj "stazi" dužine 2000 km s teretom od 1000 kg postignuta je brzina krstarenja od 1698 km/h. Tijekom istog leta oboren je rekord na 1000 km s prosječnom brzinom od 1920 km/h. Nakon toga su uslijedili i drugi rekordi, ali i nove nesreće. Tako je pri povratku sa zrakoplovne izložbe na Le Bourgetu 3. lipnja 1961. izgubljen 59-2451 s tročlanom posadom. Vjeruje se da je posada pokušala postaviti novi brzinski rekord u letu preko Atlantika.
Nakon svih odgađanja 43. eskadrila je proglašena borbeno operativnom u kolovozu 1962. Otprilike u isto vrijeme donesena je odluka o ukidanju treće eskadrile i smanjenju narudžbe za 30 bombardera. U travnju 1964. pokrenut je i program Operation Bullseye, kojim se htjelo ispitati mogućnosti djelovanja Hustlera konvencionalnim oružjem. Iako je izvedeno nekoliko uspješnih izbacivanja čeličnih bombi mase 1350 kg s malih visina pri brzinama od oko 960 km/h, od svega se odustalo zbog procjene da bi Hustleri pri takvom načinu djelovanja bili prelaka meta PZO sustavima.
U prosincu 1965., tadašnji ministar obrane Robert McNamara objavio je odluku da se B-58 zamijeni novim jurišnikom FB-111A (konverzija neuspjelog palubnog lovca američke ratne mornarice), a da se uništavanje ciljeva u unutrašnjosti Sovjetskog Saveza prepusti balističkim projektilima Minuteman i Polaris. Razmatrana je i mogućnost da se bombarderi moderniziraju B-52 i naoružaju krstarećim projektilima. Zadnja dva Hustlera (55-0662 i 61-0278 305. eskadrile) povučena su iz operativne uporabe 16. siječnja 1970. Na njihovo mjesto trebao je doći bombarder B-1 Lancer.
Letne mogućnosti Hustlera i danas su zadivljujuće, naročito njegova mogućnost da krstari brzinom većom od dva maha. Čak je i njegov nasljednik B-1 Lancer imao znatno skromnije letne mogućnosti, pogotovo glede maksimalne brzine. Iako je Hustler bio čudo američke tehnologije pedesetih godina prošlog stoljeća, pokazalo se da je bio i "prevelik zalogaj". Tako je od 116 napravljenih aviona čak 26 izgubljeno u nesrećama, a još veći broj drugih teško je oštećen nakon čega su otpisani. Američko je ratno zrakoplovstvo krajem pedesetih godina prošlog stoljeća za jedan B-47 moralo dati tri, a za B-52 devet milijuna dolara. Samo jedan B-58 stajao je 33,5 milijuna dolara, ne računajući proces standardizacije i modernizacije. Osim toga, cijena održavanja samo jedne eskadrile opremljene Hustlerima bila je ekvivalentna cijeni održavanja šest eskadrila opremljenih s B-52. Zbog toga ne začuđuje što je američko ratno zrakoplovstvo jedva dočekalo da se riješi svih Hustlera, te što zapravo nikad i nije ozbiljno razmišljalo o tome da ih rabi u Vijetnamskom ratu, za razliku od B-52.

## Tehničke karakteristike (B-58A)
Osnovne karakteristike
- posada: 3
- dužina: 29,5 m
- raspon krila: 17,3 m
- površina krila: 143,3 m2
- visina: 8,9 m
- aeroprofil: NACA 0003.46-64.069 korjen krila, NACA 0004.08-63 vrh krila

Letne karakteristike
- najveća brzina: Mach 2,0 (2.240 km/h) na visini od 12.000 m
- ekonomska brzina: 985 km/h
- dolet: 7.590 km
  - borbeni dolet: 3.220 km
- brzina penjanja: 5.310 m/min
- najveća visina leta: 19.300 m
- specifično opterećenje krila: 214.9 kg/m2
- motor: 4 x General Electric J79-GE-5A turbomlazna motora